# Ruff och Reddy
Ruff och Reddy (The Ruff & Reddy Show) är en amerikansk animerad kortfilmserie i 156 avsnitt. Serien var Hanna-Barbera Productions allra första animerade TV-serie. Ursprungligen visad i NBC 14 december 1957-2 april 1960. Serien handlade om en katt vid namn Ruff och en vit hund vid namn Reddy.

## Avsnitt
- Night Flight Fright
- Planet Pirates
- Whama Bamma Gamma Gun
- Hocus Pocus Focus
- The Mad Monster of Muni Mula
- The Mastermind of Muni Mula
- Creepy Creature Feature
- Muni Mula Mix-Up
- The Creepy Creature
- Crowds in the Clouds
- Reddy Rocket Rescue
- Surprise in the Skies
- Last Trip of a Ghost Ship
- Pinky the Pint Sized Pachyderm
- The Irate Pirate
- Dynamite Fright
- Marooned in Typhoon Lagoon
- Scarey Harry Safari
- A Creep in the Deep
- Bungle in the Jungle
- Jungle Jitters
- Hot Shot's Plot
- The Gloom of Doom
- The Trapped Trap the Trapper
- Pot-Shot Puts Hot Shot on Hot Spot
- Slight Fright on a Moonlight Night
- Westward Ho Ho Ho
- Asleep While the Creep Steals Sheep
- Copped by a Copter
- The Two Terrible Twins from Texas
- A Friend to the End
- Heels on Wheels
- Killer and Diller in a Chiller of a Thriller
- Ship-Shape Sheep
- The Boss of Double-Cross
- The Whirly Bird Catches the Worms
- Hot Lead for a Hot-Head
- The Goon of Doubloon Lagoon
- Tootin' Shootin'
- Blunder Down Under
- The Late, Late Pieces of Eight
- The Metal Monster Mystery
- Big Deal with a Small Seal
- The Goon of Doubloon Lagoon
- Two Dubs in a Sub
- A Real Keep Submarine
- No Hope for a Dope of a Periscope
- Rescue in the Deep Blue
- A Whale of a Tail of a Tale of a Whale
- Welcome Guest in a Treasure Chest